# Stian Saugestad
Stian Saugestad (* 12. Oktober 1992 in Grong) ist ein ehemaliger norwegischer Skirennläufer. Seine Stärken lagen in den Disziplinen Abfahrt und Super-G.

## Biografie
Als 15-Jähriger nahm Saugestad ab November 2007 an FIS-Rennen teil, zunächst vor allem in den Disziplinen Riesenslalom und Slalom. Nennenswerte Erfolge blieben in den folgenden Jahren weitgehend aus – bis zur Saison 2011/12, in der er dreimal ein FIS-Rennen in der Disziplin Super-G für sich entscheiden konnte. Sein Debüt im Europacup hatte er am 28. November 2012 in der Abfahrt in Radstadt, doch auch in den folgenden Jahren konnte er kaum Akzente setzen. Im Winter 2014/15 entschied er sieben FIS-Rennen für sich, während er bei der Winter-Universiade 2015 in der Sierra Nevada in allen drei Rennen ausschied. In der Saison 2015/16 konnte er sich im Europacup etablieren und gewann am 5. Februar 2016 die Abfahrt im Sarntal.
Sein Weltcupdebüt gab Saugestad am 27. Februar 2016 im Super-G in Hinterstoder, wo er nicht ins Ziel kam. Die ersten Weltcuppunkte gewann er am 25. Februar 2017 mit Platz 21 in der Abfahrt von Kvitfjell. Einen Monat später errang er in Narvik den norwegischen Super-G-Meistertitel. Sein bestes Weltcupergebnis in der Saison 2017/18 erzielte er am 11. März 2018 mit dem elften Platz in der Abfahrt von Kvitfjell.
Dies sollte seine beste Platzierung im Weltcup bleiben. Nach der Saison 2019/20 gab er seinen Rücktritt bekannt.

## Erfolge

### Weltcup
- 2 Platzierungen unter den besten 20

### Weltcupwertungen
| Saison  | Gesamt | Gesamt | Abfahrt | Abfahrt | Super-G | Super-G |
| Saison  | Platz  | Punkte | Platz   | Punkte  | Platz   | Punkte  |
| ------- | ------ | ------ | ------- | ------- | ------- | ------- |
| 2016/17 | 135.   | 11     | 45.     | 10      | 56.     | 1       |
| 2017/18 | 95.    | 43     | 52.     | 6       | 27.     | 37      |
| 2018/19 | 136.   | 9      | –       | –       | 49.     | 9       |
| 2019/20 | 151.   | 6      | –       | –       | 53.     | 6       |

### Europacup
- Saison 2015/16: 8. Super-G-Wertung
- 10 Platzierungen unter den besten zehn, davon 2 Siege:

| Datum            | Ort     | Land    | Disziplin |
| ---------------- | ------- | ------- | --------- |
| 5. Februar 2016  | Sarntal | Italien | Super-G   |
| 20. Februar 2018 | Sarntal | Italien | Abfahrt   |

### Weitere Erfolge
- 2 norwegischer Meistertitel: Super-G 2017 und 2019
- 1 Podestplatz im South American Cup
- 16 Siege in FIS-Rennen